# Сокол орко
Соколът орко (Falco subbuteo), назоваван също и лястовичер, лестовичар, наричан и само „орко“ е птица от семейство Соколови (Falconidae). Среща се и в България.

## Физически характеристики
- Дължината на тялото – 28 – 31 cm.
- Размаха на крилете – 75 – 80 cm.
- Тегло мъжки – 150 – 200 гр.
- Тегло женска – 230 – 340 гр.
- Полов диморфизъм – слабо изразен. Женската е по-едра.
- Оперение – долната част на тялото светло оцветена в светли тонове, горната в тъмно. Има характерни тъмни мустаци спускащи се отстрани на човката. Краката са оперени само в горната част в ръждив цвят. Забелязва се възрастов диморфизъм между до една година и след тази възраст. Младите птици са в по-кафеникави и ръждиви тонове.
- Полет – изключително маневрен и бърз, лети с бързи махове приличащи на трепкане с криле, подобно на повечето видове соколи.
- Силуета в полет е подобен на другите видове соколи със заострени криле и клиновидна опашка.

По време на полет напомня на голям керкенез.

## Разпространение
Среща се в Европа (включително България), Азия и Африка. Соколът орко е самотник и заема с партньора си или сам голяма и обширна територия. Предпочита степи и други подходящи открити местности покрити нарядко с дървета. Не се среща в градски или заселени от човек зони.
Прелетна птица, европейските популации зимуват в централна и тропическа Африка.

## Начин на живот и хранене
Хранят се предимно с дребни птици, които улавят по време на полет. Ловуването на сокол орко е уникален спектакъл в природата. Лети на сравнително голяма височина или по-често чака кацнал на някое високо дърво, когато се оглежда за плячка. Атаката започва когато соколът забележи че потенциалната му жертва е навлязла във въздушното му пространство. Тогава излита рязко, спуска се пикирайки към нея и започва да я преследва. Скоростта и маневреността на полета му в това преследване са забележителни, до степен в която дори е трудно да бъде следен с поглед. Успява да настигне и улови във въздуха дори несъмнените най-добри летци в птичия свят като лястовиците, пчелоядите, и дори бързолетите. Ако преследваната птица не успее по най-бързия начин да се скрие в гъсти храсталаци или гори, почти няма шанс да избяга. Единствено селската лястовица е способна понякога да се спаси от преследващия я сокол. Тя упорито бяга подобно на заек пред ловджийско куче и когато почти е застиганата рязко сменя посоката, което и дава малко предимство пред сокола орко, който отново и отново се хвърля след нея.
Соколът орко продължава да ловува до здрачаване, хващайки често прилепи и едри нощни пеперуди. Набюдавани са също така ловуващи и нощем соколи орко възползващи се от светлината при пълнолуние.
Скоростта му на полет при атака надхвърля 150 km/h което го прави грабливата птица с най-бърз активен полет. Изключителната му маневреност му помага никога да не се удря в земята или в друго препятствие. Обича появявайки се внезапно да наранява скрити в дърветата птици, които след това стават лесна плячка. Ако има достатъчно храна на земята, като насекоми и др. може да привикне и да се храни и кацнал на нея. Нощните пеперуди изяжда обикновено още във въздуха оставяйки да паднат само крилцата им. За разлика от тях птиците ги оскубва много внимателно и изяжда, късайки ги на малки парченца, докато не останат само крилете, държащи се все още свързани с костици и прешлени.
В тропична Африка по време на роене на термитите се събира с други представители на вида си и дебне и улавя цариците им. Друг интересен момент е, че често е по-добър ловец на мишки от керкенеза, когато ги има в изобилие те могат да се превърнат в част от диетата му. Наблюдаван е също в да улавя дребни животни на повърхността на водата.

## Размножаване
- Моногамни птици.
- Полова зрялост – настъпва на първата година, въпреки че носят все още младежко оперение.
- Гнездо – Края на април, началото на май се завръщат в областите на гнездене и заемат избрана от тях гнездова територия. Подобно на другите соколи и соколът орко не строи собствено гнездо а заема такова от друг вид птица. Последващите години се връща в същото гнездо, докато запазва годността си за мътене. Предпочита да използва гнезда на вранови птици и най-вече на чавката, също така гледа гнездото да е на възможно най-високо на дървото.
- Яйца – 2 – 4 броя.
- Мътене – въпреки че гнездовата територия е заета отдавна, мътенето започва в края на май, началото на юни. Самото мътене продължава 28 дни.
- Отглеждане на малките – най-често само две малки успяват да оцелеят и на 23 – 28 дневна възраст напускат гнездото. Майката е изключително грижлива и когато донесе плячка в гнездото, къса от нея малки парченца месо, чисти от перушина и ги подава в човката на малките. Когато напуснат гнездото отначало не са способни да ловуват сами и още дълго родителите им се грижат за тях и ги обучават в изкуството на лова, докато не станат самостоятелни. Обучението протича, като родителите пускат от високо ранени или омаломощени птици и младите се опитват да ги уловят в полет, когато това не стане някой от родителите се спуска и я улавя преди да е докоснала земята. Когато започва есенната миграция семейството се разпада напълно.
- Отглежда едно люпило годишно.

## Допълнителни сведения
На територията на България е изключително рядък и защитен от закона вид.
Соколът орко се счита за най-добрия ловец в откритото въздушно пространство, в открито небе той е това, което ястреба в гората. Интересен факт е, че на повечето езици има отделно име, което го разграничава от останалите соколи.
Средиземноморският сокол често е бъркан със сокола орко. Разликата между двата вида е, че средиземноморският е с южен приоритет, по-голям е от малкия сокол орко и има две фази на оперението – тъмна и светла. Светлата е сходна с оперението на сокола орко, а тъмната създава впечатление, че сокола е черен. В популациите и на двата вида в последните години се наблюдава сериозен спад, поради което тези грабливи птици са защитени от закона.